# NGC 4663
NGC 4663 (= IC 811) ist eine 13,5 mag helle linsenförmige Galaxie vom Hubble-Typ SB0 im Jungfrau auf der Ekliptik. Sie ist schätzungsweise 102 Millionen Lichtjahre von der Milchstraße entfernt und hat einen Durchmesser von etwa 35.000 Lichtjahren. 

Im selben Himmelsareal befinden sich u. a. die Galaxien NGC 4658 und NGC 4682.
Sie wurde zweimal entdeckt; im Jahr 1882 vom deutschen Astronomen Ernst Wilhelm Leberecht Tempel (geführt als NGC 4663) und am 13. Mai 1888 vom französischen Astronomen Guillaume Bigourdan (geführt als IC 811).